# Cliff DeYoung
Clifford „Cliff“ Tobin DeYoung (* 12. Februar 1946 in Inglewood, Los Angeles County, Vereinigte Staaten) ist ein US-amerikanischer Musiker und Schauspieler bei Film und Fernsehen.

## Leben und Wirken
DeYoung begann seine Erwachsenenlaufbahn als Musiker und war in der zweiten Hälfte der 1960er Jahre Mitglied der Rockband Clear Light. Nahezu zeitgleich besuchte er das California State College und die Illinois State University. Nach dem Ende des Studiums und der Band ließ sich DeYoung für die Zweitbesetzung mehrerer kleiner Rollen in der Originalaufführung des Musicals Hair an den Broadway verpflichten und trat dort zwischen Ende April 1968 und Anfang Juli 1972 in unregelmäßigen Abständen auf. Mit dem Rick in der Inszenierung Sticks and Bones, einem Drama über Vietnamkriegsheimkehrer, kehrte er zwischen dem 1. Mai und dem 1. Oktober 1972 an den Broadway zurück. Weitere Theaterrollen boten ihm die Stücke Two by South, The Three Sisters und The Orphan. In der Zwischenzeit hatte Cliff DeYoung auch seinen Einstand vor der Kamera gegeben und wirkte 1973 auch in der Fernsehfassung von Sticks and Bones mit.
Den ersten großen Erfolg auf der Kinoleinwand feierte Cliff DeYoung 1974 an der Seite von Art Carney in dem Roadmovie Harry und Tonto, der bewegenden Geschichte eines alten Mannes und seiner Katze. Trotz seiner Mitwirkung in dem einen oder anderen Kinofilm blieb DeYoung doch primär ein Mann des Fernsehens. Wenige seiner Rollen, darunter zahlreiche Gastauftritte in Serien, hinterließen einen bleibenden Eindruck: Oft sah man ihn anfänglich als etwas farblosen, bisweilen auch linkischen, jungen Mann aber auch 1976 mit der Hauptrolle des legendären Atlantiküberquerers Charles Lindbergh in dem für das Fernsehen gedrehten Kidnapping-Dramas Die Entführung des Lindbergh-Babys. In späteren Jahren verkörperte er in nahezu durchgehend sehr konventionellen Produktionen auch Respektspersonen wie Sheriffs, Bundesagenten, Polizeioffiziere, Geschäftsleute und ranghohe Politiker – sowohl John F. Kennedy als auch dessen Bruder Robert F. Kennedy. Es waren tragende Neben- aber auch immer wieder Hauptrollen. In der Fernsehserie Sunshine hatte er 1975 seine erste durchgehende Rolle erhalten. An seiner Seite konnte man die aufstrebende Kollegin Gypsi DeYoung sehen, die seine Frau wurde und mit der Cliff DeYoung ein Kind hat.

## Filmografie
- 1972: Pilgrimage
- 1973: Sunshine
- 1974: Harry und Tonto (Harry and Tonto)
- 1975: Die Nacht, als die Marsmenschen Amerika angriffen (The Night That Panicked America, Fernsehfilm)
- 1976: Die Entführung des Lindbergh-Babys (The Lindbergh Kidnapping Case)
- 1978: Colorado Saga (Fernsehserie)
- 1978: Blue Collar – Kampf am Fließband (Blue Collar)
- 1981: Shock Treatment
- 1982: Begierde (The Hunger)
- 1983: Ihre letzte Chance (Independence Day)
- 1983: Jung und rücksichtslos (Reckless)
- 1984: Protocol – Alles tanzt nach meiner Pfeife (Protocol)
- 1985: Crazy Love – Liebe schwarz auf weiß (Secret Admirer)
- 1986: F/X – Tödliche Tricks (F/X)
- 1986: Der Flug des Navigators (Flight of the Navigator)
- 1987: Todesgrüße aus Havanna (Her Secret Life Code Name: Dancer)
- 1987: The Survivalist
- 1988: Pulse
- 1988: Gefährliche Lust (In Dangerous Company)
- 1989: Glory
- 1989: Forbidden Sun
- 1989: Der letzte Flug der Taube (Where Pigeons Go to Die)
- 1990: Flashback
- 1990: Twilight Mystery
- 1991: Tigerjagd in Manhattan (N.Y.O.S. Mounted)
- 1991: Crackdown – Tödlicher Auftrag (To Die Standing)
- 1991: Unfaßbare Sünden (Immortal Sins)
- 1992: Dr. Giggles
- 1992: Ein Cop sieht rot (Nails)
- 1992: Ein Geist zum Küssen (Love Can be Murder)
- 1993: Tommyknockers – Das Monstrum (The Tommy Knockers)
- 1993: Kaltblütig geopfert (Precious Victims)
- 1994: Flying Toys – Die Rache des Roten Barons (Revenge of the Red Baron)
- 1994: Fackeln im Sturm – Buch 3 (Heaven & Hell: North & South, Book III, TV-Miniserie)
- 1994: Mission Voyager – Todesflug zum Planeten Trion (Terminal Voyage)
- 1994: Time Trax – Zurück in die Zukunft (Time Trax, Fernsehserie,1 Folge)
- 1995: Verführerische Rache (An Element of Truth)
- 1995: Carnosaur 2
- 1995: Der Hexenclub (The Witch Club)
- 1996: Andersonville
- 1996: Verführung zum Mord (Seduced by Madness: The Diane Borchardt Story)
- 1996: Mörderischer Tausch (The Substitute)
- 1997: Suicide Kings
- 1997: Wallace
- 1997: Abenteuerliche Erbschaft (The Westing Game)
- 1999: Last Man on Planet Earth
- 2000: The Runaway
- 2002: Das andere Leben meiner Tochter (The Secret Life of Zoey)
- 2002: Esmeralda – Meine Jugend in New York (Almost a Woman)
- 2003: Der letzte Flug zurück (Last Flight Out)
- 2006: The Hunt
- 2008: Stone & Ed
- 2008: 2012: Doomsday
- 2010: Road to Nowhere
- 2014: Der große Trip – Wild (Wild)
- 2016: Reality Queen